# 유발 노아 하라리
유발 노아 하라리(Yuval Noah Harari, 1976년 2월 24일~)는 이스라엘의 역사학자이며 세계적 스테디셀러 〈사피엔스: 유인원에서 사이보그까지〉의 저자이다. 현재 예루살렘 히브리 대학교 역사학과 교수로 재직 중이다.

## 생애
유대인인 하라리는 예루살렘에서 태어났으며 그의 부모님은 레바논계 유대인이다. 그는 예루살렘 히브리 대학교에서 1993년부터 1998년까지 중세 역사 및 군 문화를 전공했으며 이후 2002년 옥스퍼드 대학교 지저스 칼리지에서 스티븐 J 건 교수 (Steven J. Gunn) 지도 하에 2002년 박사학위를 수료했다. 2003년부터 2005년까지는 야드 하나디브 연구원으로서 역사학관련 연구를 진행하였다.
이후 그는 〈기사도 시대의 특수작전〉, 〈극한의 경험: 전장을 알리며, 근대 전쟁문화의 조성하며〉, 〈세계사에서의 결정적인 전투의 개념〉, 〈안락의자, 커피, 그리고 권위: 전쟁에 관한 생생한 경험〉 등과 같은 다양한 저서와 논평을 작성하였다.
그는 현재 세계사 및 거시적 역사과정을 전문으로 공부하고 있다. 그의 연구는 주로 거시적인 관점으로 역사에 관한 주제를 집중적으로 탐구하며 관련 주제로는 "역사와 생물학간의 관계는 무엇인가? 호모 사피엔스와 다른 동물 사이의 결정적 차이는 무엇인가? 역사엔 정의가 존재하는가? 역사는 방향성을 지니는가? 역사의 대중화 이후 인간은 행복해졌는가?" 등이 있다.
그의 가장 유명한 저서는 〈사피엔스: 유인원에서 사이보그까지〉이다. (원본은 인류에 관한 간소한 역사라는 제목과 함께 히브리어로 출간되었고 추후 약 30개국 언어로 번역되었다.) 사피엔스는 석기시대부터 정치적, 기술적 혁명을 거쳐 21세기에 이르기까지 진화를 거듭하여 호모 사피엔스가 된 인간의 역사를 포괄적으로 기술하고 있다. 히브리어로 출간된 원본은 대중과 학계 사이에서 큰 관심을 불러 일으키며 이스라엘에서 베스트셀러 반열에 진입했으며 덕분에 하라리는 일약 스타로 도약하게 되었다. 유튜브에서 그가 히브리어로 세계사에 관해 가르치는 강의 영상은 이스라엘인들 사이에서 수만 번의 조회수를 기록하고 있다. 또한 그는 인류에 관한 간략한 역사라는 주제로 영어로 무료 온라인 강의를 제공하고 있으며 전세계 약 10만명에 다다르는 사람들이 이 강의를 수강했다.
하라리는 창의성과 독창성을 기리는 상인 폴론스키 상(Polonsky Prize)을 2009년과 2012년 두 번이나 수상하였다. 또한 군 역사에 관해 작성한 뛰어난 논평을 인정받아 몽카도 상(Moncado Award)을 수상하였다. 2015년에는 페이스북의 설립자 마크 주커버그가 운영하는 온라인 도서클럽에 사피엔스가 채택되기도 하였다. 주커버그는 그의 팔로워들에게 이 책을 추천하며 “인간 문명에 관한 위대한 역사적 서술”이라고 묘사하였다.
하라리는 엄격한 채식주의자이며 그가 저서에 농업혁명에 관한 평을 언급한 이후 가축과 같은 동물들의 비참한 처지에 진심으로 공감하고 있다. 또한 동성애자로서 동성애자와 함께 이스라엘에 거주하고 있으며, 저서를 통해 동성애를 비난하는 사람들을 비판하고 있다.

## 출판물

### 책
- Homo Deus: A Brief History of Tomorrow (2016), ISBN 978-1910701881
- Sapiens: A Brief History of Humankind (London: Harvill Secker, 2014) ISBN 978-006-231-609-7
- 21 Lessons for the 21st Century: Civilization Technology and civilization Human beings (2018), ISBN 978-1984801494
- The Ultimate Experience: Battlefield Revelations and the Making of Modern War Culture, 1450–2000 (Houndmills: Palgrave-Macmillan, 2008),[1] ISBN 978-023-058-388-7
- Special Operations in the Age of Chivalry, 1100–1550 (Woodbridge: Boydell & Brewer, 2007), ISBN 978-184-383-292-8
- Renaissance Military Memoirs: War, History and Identity, 1450–1600 (Woodbridge: Boydell & Brewer, 2004), ISBN 978-184-383-064-1

### 논문
- "The Military Role of the Frankish Turcopoles – a Reassessment", Mediterranean Historical Review 12 (1) (June 1997), pp. 75–116.
- "Inter-Frontal Cooperation in the Fourteenth Century and Edward III’s 1346 Campaign", War in History 6 (4) (September 1999), pp. 379–395
- "Strategy and Supply in Fourteenth-Century Western European Invasion Campaigns", The Journal of Military History 64 (2) (April 2000), pp. 297–334.
- "Eyewitnessing in Accounts of the First Crusade: The Gesta Francorum and Other Contemporary Narratives", Crusades 3 (August 2004), pp. 77–99
- "Martial Illusions: War and Disillusionment in Twentieth-Century and Renaissance Military Memoirs", The Journal of Military History 69 (1) (January 2005), pp. 43–72
- "Military Memoirs: A Historical Overview of the Genre from the Middle Ages to the Late Modern Era", War in History 14:3 (2007), pp. 289–309
- "The Concept of ‘Decisive Battles’ in World History", The Journal of World History 18 (3) (2007), 251–266
- "Knowledge, Power and the Medieval Soldier, 1096–1550", in In Laudem Hierosolymitani: Studies in Crusades and Medieval Culture in Honour of Benjamin Z. Kedar, ed. Iris Shagrir, Ronnie Ellenblum and Jonathan Riley-Smith, (Ashgate, 2007)
- "Combat Flow: Military, Political and Ethical Dimensions of Subjective Well-Being in War", Review of General Psychology (September 2008)[1]
- Introduction to Peter Singer's Animal Liberation, The Bodley Head, 2015.
- "Yuval Noah Harari on big data, Google and the end of free will", Financial Times (August 2016).
- "Why It’s No Longer Possible for Any Country to Win a War", Time (June 23, 2017).